# Herb gminy Wąsewo
Herb gminy Wąsewo – jeden z symboli gminy Wąsewo, ustanowiony 14 czerwca 1998.

## Wygląd i symbolika
Herb przedstawia na tarczy dzielonej w pas w polu górnym złotym Najświętszą Maryję Pannę w błękitno-czerwonej szacie z Dzieciątkiem Jezus trzymającym jabłko królewskie oraz berłem zwieńczonym lilią, otoczona dwiema srebrnymi liliami (nawiązanie do cudownego obrazu Matki Boskiej Wąsewskiej), natomiast w polu dolnym złoty pług na niebieskim tle, symbolizujący rolniczy charakter gminy.